# Jurij Česnokov (pallavolista)
Jurij Borisovič Česnokov (in russo Юрий Борисович Чесноков?; Mosca, 22 gennaio 1933 – Mosca, 30 maggio 2010) è stato un pallavolista, allenatore di pallavolo e dirigente sportivo sovietico, dal 1991 russo.

## Carriera

### Giocatore
I primi passi nello sport li ha fatti giocando a calcio, pattinando, nell'hockey, nella pallavolo e nel nuoto. 
Durante l'incontro con i giocatori di pallavolo di un'altra scuola venne notato ed invitato ad allenarsi con loro. Dopo il diploma è stato ammesso all'Accademia di ingegneria militare, alternando gli studi e la pallavolo. Venne convocato per giocare nella squadra giovanile del club dell'esercito per la Coppa di Mosca.
Iniziando a giocare nella squadra giovanile del CDSA fu presto trasferito alla seconda squadra, e, dal 1953, iniziò ad allenarsi e giocare nella prima squadra, dove vinse il suo primo campionato sovietico nel 1954. Nello stesso anno, la squadra rimase senza un allenatore; iniziò quindi a contribuire alle scelte insieme ad altri giocatori (Konstantin Reva, Givi Akhvlediani, Vladimir Gailit), per insegnargli a pensare e ad essere responsabile per la squadra.
Nel 1955 ha vinto ancora una volta il titolo di campione dell'URSS ed è stato nominato il miglior giocatore del paese. Da questo momento fino al 1966 (prima di lasciare la pallavolo come giocatore) è stato nella prima squadra e per molti anni è stato il capitano del CSKA. Un altro evento importante nel 1955 fu l'inclusione nella squadra nazionale per il campionato europeo. Per prepararsi al torneo è stato anche concesso un congedo accademico per un anno.
Non giocando per 3 anni nella squadra nazionale per lavorare nell'esercito, torna di nuovo nel team nel 1959, quando giocò nel torneo dei tre continenti a Parigi, considerato un campionato mondiale non ufficiale, dove i sovietici vinsero tutti gli incontri. Jurij venne nominato il miglior giocatore del torneo. Nel 1960 e nel 1962 vinse il campionato mondiale, mentre nel 1964 vinse le olimpiadi.
Pensando al futuro entrò nell'adiacente Accademia di Ingegneria Militare per riprendere gli studi. Tuttavia, qualche tempo dopo, il capo dell'accademia lo implorò di aiutare il CSKA, che non era partito bene nel campionato nazionale del 1965. E in questo, uno dei più difficili, e nel seguente campionato, vinse il titolo. 
Si ritirò nel 1966.

### Allenatore
Dal 1965 al 1968, lavorò come insegnante del dipartimento di allenamento fisico e sportivo. Nel frattempo, le stagioni del 1967 e del 1968 erano estremamente difficili per il CSKA e cominciò sempre più a ricevere offerte, per telefono e di persona da giocatori e dirigenti, per diventare l'allenatore della squadra. Nel 1969 ne diventa ufficialmente l'allenatore.
Studiando libri di famosi allenatori come Hirofumi Daimatsu e analizzando ritagli di periodici accumulati in molti anni cambia molto l'aspetto della squadra, si concentra sulla difesa, affina la tecnica del muro e inserisce nuovi metodi di comunicazione tra i giocatori e di valutazione degli stessi.
Nel 1970 il CSKA riguadagna il titolo nazionale che manterrà per i 13 anni successivi. Vincono, inoltre, tre Coppe dei campioni consecutive. Nello stesso anno inizia ad allenare la nazionale sovietica con cui vincerà due campionati europei.
Nel 1976, la stanchezza e le tensioni creatisi con i giocatori lo spingono a lasciare il ruolo di allenatore sia della nazionale sovietica che del CSKA. Nello stesso anno diventa vice-presidente della FIVB. Nel frattempo diventa capo allenatore dell'esercito e della marina sovietica nella pallavolo, sull'organizzazione delle competizioni e ha il controllo delle attività di tutti gli allenatori dell'esercito. 
Nel 1982 allena la sezione femminile della squadra dell'esercito, il CSKA con cui vince una coppa dell'Unione Sovietica. Successivamente vola in Jugoslavia, dove allena il Partizan, e in Giordania, dove lavora con la squadra dell'esercito di questo paese.
Nel 1985 ritorna al CSKA, con cui vincerà altri tre campionati sovietici e due coppe dei campioni. Smette di allenare nel 1987 per entrare stabilmente nei consigli direttivi della FIVB e della federazione russa.
Nel 2005 diventa il primo giocatore non-statunitense ad essere introdotto nella Volleyball Hall of Fame.
Muore a Mosca, il 30 maggio 2010.

## Palmarès

### Club

#### Giocatore
- Campionato sovietico: 8

1954, 1955, 1958, 1960, 1961, 1961-62, 1965, 1966
- Coppa dei Campioni: 2

1959-60, 1961-62

#### Allenatore
- Campionato sovietico: 10

1969-70, 1971, 1972, 1973, 1974, 1975, 1976, 1984-85, 1985-86, 1986-87
- Coppa dell'Unione Sovietica: 1

1983-84
- Coppa dei Campioni: 5

1972-73, 1973-74, 1974-75, 1985-86, 1986-87

### Nazionale (competizioni minori)

#### Giocatore
- Spartachiadi dei Popoli dell'Unione Sovietica 1956
- Spartachiadi dei Popoli dell'Unione Sovietica 1959
- Torneo Tre Continenti 1959
- Spartachiadi dei Popoli dell'Unione Sovietica 1963

### Premi individuali
- 1959 - Spartachiadi dei Popoli dell'Unione Sovietica: Incluso tra i 24 migliori pallavolisti dell'URSS
- 1959 - Torneo Tre Continenti: MVP
- 1960 - Campionato sovietico: Incluso tra i 24 migliori pallavolisti dell'URSS
- 1961 - Campionato sovietico: Incluso tra i 24 migliori pallavolisti dell'URSS
- 1962 - Campionato sovietico: Incluso tra i 24 migliori pallavolisti dell'URSS
- 1963 - Spartachiadi dei Popoli dell'Unione Sovietica: Incluso tra i 24 migliori pallavolisti dell'URSS
- 1964 - Campionato sovietico: Incluso tra i 24 migliori pallavolisti dell'URSS
- 1965 - Campionato sovietico: Incluso tra i 24 migliori pallavolisti dell'URSS
- 2005 - Inserimento nella Volleyball Hall of Fame come giocatore